# Leucastea nigroapicalis
Leucastea nigroapicalis es una especie de coleóptero de la familia Megalopodidae.

## Distribución geográfica
Habita en el Congo.